# Filisur
Filisur (en romanche Filisour) era una comuna suiza del cantón de los Grisones, situada en el distrito de Albula, círculo de Bergün. Limitaba al norte con las comunas de Schmitten y Davos, al este con Bergün/Bravuogn, al sur con Tinizong-Rona y Savognin, y al oeste con Tiefencastel y Alvaneu. En 2018 se fusionó con Bergün/Bravuogn para crear el municipio de Bergün Filisur.